# مارکوس میراندا
مارکوس وینیسیوس سانتوس میراندا (به پرتغالی: Marcos Vinícius Santos Miranda؛ زاده ۶ مارس ۱۹۹۲) که با نام مارکو شناخته می‌شود، بازیکن فوتبال اهل برزیل است که در پست دروازه‌بان برای باشگاه گل‌گهر سیرجان بازی می‌کند.